# Narbonne Volley 2021-2022
Questa voce raccoglie le informazioni riguardanti il Narbonne Volley nelle competizioni ufficiali della stagione 2021-2022.

## Organigramma societario
Area direttiva
- Presidente: Jérémie Ribourel
- Team manager: Michel Mandrou

Area tecnica
- Allenatore: Guillermo Falasca
- Allenatore in seconda: Tristan Martin
- Assistente allenatore: Léandro Lardone Quinodóz

## Rosa
| N° | Nome             | Ruolo | Data di nascita   | Nazionalità sportiva |
| -- | ---------------- | ----- | ----------------- | -------------------- |
| 1  | Joan Domènech    | C     | 20 agosto 2001    | Spagna               |
| 2  | Maxence Mahieux  | S     | 21 maggio 2003    | Francia              |
| 3  | Rémi Bassereau   | S     | 26 febbraio 1999  | Francia              |
| 4  | Victor Socié     | S     | 10 febbraio 2002  | Francia              |
| 5  | Nicolás Uriarte  | P     | 21 marzo 1990     | Argentina            |
| 6  | Quentin Jouffroy | C     | 5 luglio 1993     | Francia              |
| 7  | Allan Verissimo  | S     | 26 giugno 1990    | Brasile              |
| 8  | Alexandre Gabin  | P     | 25 settembre 2002 | Francia              |
| 9  | Aymen Bouguerra  | S     | 1º novembre 2000  | Tunisia              |
| 10 | Théo Durand      | L     | 18 settembre 2000 | Francia              |
| 12 | Nicolás Zerba    | C     | 13 settembre 1999 | Argentina            |
| 15 | Julien Faganas   | O     | 21 giugno 2004    | Francia              |
| 16 | Ludovic Duée     | L     | 3 giugno 1991     | Francia              |
| 17 | Lisandro Zanotti | S     | 4 ottobre 1990    | Argentina            |
| 18 | Martín Ramos     | C     | 26 agosto 1991    | Argentina            |
| 20 | Rafael de Araújo | O     | 13 giugno 1991    | Brasile              |